# Follis
Follis je srednji bakreni novac s tankom srebrnom prevlakom, koji je uveo car Dioklecijan 294. svojom novčanom reformom. 
Težina mu je u početku iznosila 10.23 g, već 307. pala je na 6.82 g, dok je za Konstantina I. g. 318. pala čak na 3.41 g. Zbog stalnog pada u težini follis je kasnije gubio puno od svoje vrijednosti.

## Poveznice
- Pregled novčanih kovova Rimskog Carstva